# Poppi

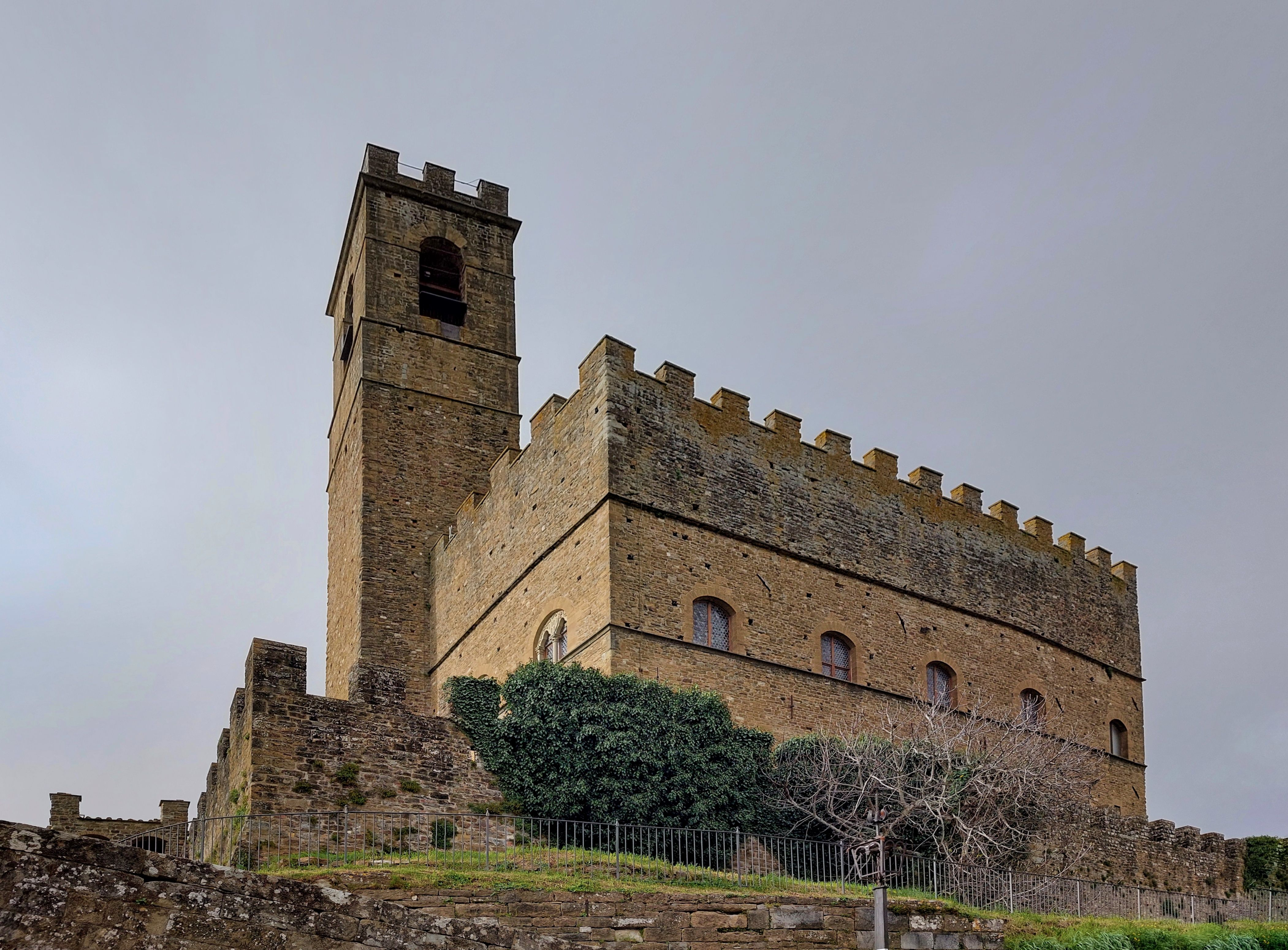
Castillo de los Condes Guidi

Poppi es un municipio italiano situado en la provincia de Arezzo, en la Toscana. Tiene una población estimada, a fines de agosto de 2024, de 5815 habitantes.
Forma parte de la asociación Los Pueblos más Bonitos de Italia (I borghi più belli d'Italia).
La localidad está situada en el centro del Casentino, el primer valle del Arno entre las provincias de Arezzo y Florencia, hoy parque nacional, que se ha mantenido casi intacto en su belleza artística y natural gracias a una política de turismo no masivo.
El pueblo medieval de Poppi es una rara "ciudad amurallada", en cuya cima se encuentra el Castillo de los Condes Guidi, obra de la famosa familia de arquitectos Di Cambio y "prototipo" del Palacio Vecchio de Florencia. Gracias a las constantes restauraciones a lo largo de los siglos, el castillo se encuentra actualmente en excelentes condiciones de conservación.

## Evolución demográfica
| Gráfica de evolución demográfica de Poppi entre 1861 y 2024 |
|                                                             |
| Fuente: ISTAT - Elaboración gráfica de Wikipedia            |